# Београдска арена
Београдска арена (из спонзорских разлога раније позната и као Хала Лимес, Штарк арена и Комбанк арена) вишенаменска је дворана на Новом Београду намењена за спортске, културне, забавне, изложбене и друге манифестације.
Грађена је од 1991. године, да би употребну дозволу добила 1. октобра 2007. године. Арену је градио конзорцијум ЕПНА — Енергопројект Високоградња и ГП Напред. Укупна цена изградње је достигла 70 милиона евра. Комплекс се састоји од велике дворане, мале дворане и паркинга. Пројектовао га је архитекта Влада Славица.
Арена има површину од 48.000 2, распоређених у шест нивоа. Капацитет арене у основној конфигурацији је 18.000 гледалаца. У дворани је и 70 свечаних ложа, које могу да приме 860 посетилаца, ВИП салон са 38 места који се може користити и за конференције за штампу. Арена поседује 791 паркинг место.
У дворани се могу одржавати такмичења у боксу, кик-боксу, каратеу, теквонду, џудоу, рвању, мачевању, одбојци, кошарци, тенису, стоном тенису, рукомету, малом фудбалу, хокеју на леду, уметничком клизању, атлетици, гимнастици, стрељаштву, ватерполу,пливању, билијару, бадминтону, коњичком спорту...

## Историја
ФИБА је 1989. поверила Београду да организује Светско првенство у кошарци 1994. уз услов да се сагради нова дворана за кошарку. Градска влада је одмах расписала конкурс за најбољи дизајн нове дворане за коју је предвиђено да може да има капацитет од 20.000 места за седење.
Као најбоље решење за арену одабран је пројекат архитекте Владе Славице из београдског Енергопројекта. Између осталог и зато што ће у будућем објекту поред спортских сусрета моћи да се изводе и концерти, одржавају конгреси и сајмови. Блок 25, у коме је предвиђена градња, је испуњавао све услове: повезаност градским саобраћајем са свим деловима града, непосредна веза са ауто-путем, близина железничке и будуће метро станице, могућност паркирања већег броја возила.
Године 1991, за место нове дворане одређени је новобеоградски Блок 25. Како је до светског првенства преостало још само три године, изградња оваквог великог објекта је морала бити завршена у рекордном времену. Стога се 126 предузећа удружило у одбор за изградњу Београдске арене, а главни извођачи радова су била Енергопројект Високоградња и ГП Напред. Камен темељац је постављен 17. децембра 1991.
Године 1992. донета је одлука да се започне са пројектним задатком под шифром Т 2000 (Енергопројект Урбанизам и архитектура, аутора архитекте Владе Славице). Према подацима из пројектног задатка инвеститор је Предузеће за изградњу и експлоатацију Спортске хале LIMES D.O.O. рок завршетка радова је био март 1994. године. За пројектовање крова одабрана су још двојица архитеката. Изградња је почела 1992. након што је одбор склопио уговор са америчком компанијом ХОК, која је имала доста искуства у изградњи спортских објеката. Међутим, Уједињене нације су увеле санкције Савезној Републици Југославији и ХОК је прекинуо сарадњу са одбором. Чак и под оваквим условима, радови на Београдској арени су настављени. СРЈ је током 1993. прошла кроз период хиперинфлације, а због санкција и ратова у земљама бивше Југославије, ФИБА је одузела Београду домаћинство светског првенства.
Радови на изградњи су на неко време и даље настављени, али значајно спорије због недостатка материјала. Радови су 1995. потпуно обустављени. Радови на Београдској арени су поново започети 1998. када је Београд био одабран за домаћина Светског првенства у стоном тенису 1999. Још једном је Југославија изгубила право да организује такмичење због НАТО бомбардовања Србије.
Београдска арена је завршена 2004. за потребе одржавања турнира Дијамантска лопта, а Београд је коначно добио право да организује Европско првенство у кошарци 2005.
Привремена дозвола за јавну употребу је истекла почетком 2006. након низа спортских догађаја и концерата 2005. Радови на систему за аутоматско спречавање пожара и лифтовима који испуњавају европске стандарде су завршени новембра 2006, а за то време се у Арени нису организовали никакви догађаји. 
У фебруару 2007. српски кошаркашки тренер Божидар Маљковић је предложио да се Београдској арени да име по славном кошаркашком тренеру Александру Николићу, али тај предлог није прихваћен. Име Александра Николића накнадно је добила хала Пионир.

## Догађаји у арени
Арена је званично отворена 31. јула 2004. године, одржавањем кошаркашког турнира Дијамантска лопта 2004. Од тада су у њој одржана европска првенства у кошарци, одбојци, стоном тенису, џудоу и светско првенство у каратеу, церемоније отварања и затварања, као и кошаркашки мечеви током Универзијаде у Београду, Песма Евровизије 2008. и многи други концерти, спортске манифестације, политички скупови итд.
Први догађај који је одржан у Београдској арени био је престижни предолимпијски кошаркашки турнир Дијамантска лопта 2004. године. Као успомена на тај први догађај и значајно кошаркашко такмичење на платоу испред северног улаза постављен је својеврстан споменик оличен кроз велику дијамантску кошаркашку лопту, чији је аутор Миодраг Живковић. Она је постављена на два мермерна правоугаона стуба, а њена најнижа тачка је на висини преко 3,5 метра. На тај начин лопта је веома уочљива и служи као оријентир.
Два дана након завршетка овог светског турнира одиграна је ревијална утакмица између репрезентација Србије и САД, а овај сусрет је остао упамћен по томе што су гости тражили, навикнути на изузетне мере безбедности и комфора, да се омогући директан улаз аутобуса са играчима у велику дворану. То је било могуће захваљујући карактеристикама Београдске арене. Ово указује да је много пре изградње одређеног објекта потребно водити рачуна о свим постојећим захтевима и стандардима, али и предвидети и извесни степен сигурности за евентуалне, нове потребе. У септембру 2005. године одржано је Европско првенство у кошарци. Строги захтеви ФИБА-е су у потпуности испоштовани (повезан је семафор са серверима ФИБА-е у Минхену како би се резултат аутоматски преносио преко Интернета, а видео-сигнал на ТВ мрежу, први пут је инсталирана и нова опрема за мерење времена...). Коришћена опрема је кошарку уврстила у електронски захтевну игру у којој су све важне информације сакупљане у једном рачунару који је преко оптичких каблова те информације прослеђивао у главни сервер. Овај догађај је био велики тест за будући рад Београдске арене. У Београдској арени одржани су многобројни концерти разних певача, попут Мирослава Илића, Саше Матића и многих других, но пред крај 2007. Мирослав Илић је први народњак који је запевао у арени и посета на концерту Славуја из Мрчајеваца била је веома велика, чак 16.500 људи.
Године 2007. и 2008. одржало се и такмичење Night of The Jumps (Ноћ скокова). Ватрени окршај моторима спада у најекстремније спортове у свету, а мотоциклисти пружају сензационални доживљај који је, само у Европи, до сада видело преко 1.000.000 посетилаца. За овај наступ Београдска арена је била претворена у огромно градилиште, тако да је у једном моменту са сабласно празним трибинама, без паркета, кошева, голова, са камионима и багерима у и око ње, више подсећала на зграду у изградњи него на место где ће бити одржан летећи циркус двоточкаша. Преко специјалне гуме за заштиту посипала се црвеница, земља коју су пажљиво бирали немачки стручњаци за изградњу скокова. Такмичари су прескакали две главне и четири помоћне, мање скакаонице. Специјално за ову прилику је био постављен и квотерпајп, једна од најатрактивнијих рампи за такмичаре и публику. Треба истаћи да возачи од препреке до препреке лете и по 40 m, а да би то било могуће извести у дворану је усуто неколико тона земље.
Универзијада 2009, поред Олимпијских игара, највеће и најмасовније спортско такмичење које се може организовати у једној земљи одржана је у Београду, а у петнаест спортова и двеста девет дисциплина такмичило се око 9.000 спортиста- академаца из око 140 земаља.
Арена је сваке године домаћин свих значајнијих кошаркашких утакмица Црвене звезде и Партизана у међународним такмичењима. У марту 2014. године, на утакмици Еврокупа између Црвена звезде и Будивељника постављен је рекорд у посети утакмицама Еврокупа - 24.232 посетилаца.
Изузетне погодности које Београдска арена нуди привукле су многе светски познате уметнике, као и оне са простора бивше Југославије, да у њој наступе. Такође, била је домаћин и бројних сајмова, циркуских представа, као и неколико конвенција политичких партија. Ту спада и организовање дечјих представа на леду, као на пример Disney представе, за коју се сценографија и различити реквизити преносе у 14 камиона, а прављење леда на лицу места траје до 48 сати.

## Галерија
- Ревијална кошаркашка утакмица између СЦГ и САД, 2004. године
- Детаљ са Песме Евровизије 2008. године
- Финале Светске лиге у одбојци између Србије и Бразила пред рекордних 22.680 људи, 2009. године
- Рекордних 22.567 људи на кошаркашкој утакмици између Партизана и Панатинаикоса, 2009. године
- Рекордних 24.232 људи на кошаркашкој утакмици између Црвене звезде и Будивељника, 2014. године